# Natação nos Jogos Olímpicos de Verão de 2020 - 200 m medley feminino
A competição dos 200 m medley feminino da natação nos Jogos Olímpicos de Verão de 2020 foi disputada entre 26 e 28 de julho de 2021 no Centro Aquático, em Tóquio. Um total de 27 nadadoras de 20 Comitês Olímpicos Nacionais (CON) participaram do evento.

## Qualificação
O tempo de qualificação olímpica ao evento foi de 2min12s56. Até duas nadadoras por Comitê Olímpico Nacional (CON) poderiam se qualificar automaticamente nadando naquele tempo em um evento de qualificação aprovado. Por sua vez, o tempo de seleção olímpica foi de 2min16s54. Até uma nadadora por CON estaria elegível para a qualificação com esse tempo com sua entrada classificada em um ranking até que o número de participantes fosse atingido. CONs sem uma nadadora qualificada em qualquer evento poderiam obter seus lugares através das vagas de universalidade.

## Formato
A competição consiste em três rodadas: preliminares, semifinais e final. As nadadoras com os 16 melhores tempos nas baterias preliminares avançam as semifinais. Já as nadadoras com os 8 melhores tempos nas semifinais avançam a final. Desempates (swim-offs) são utilizados conforme necessário para quebrar os empates de avanço a próxima rodada.

## Calendário
Horário local (UTC+9)
| Data                | Horário | Fase         |
| ------------------- | ------- | ------------ |
| 26 de julho de 2021 | 19:00   | Preliminares |
| 27 de julho de 2021 | 12:00   | Semifinais   |
| 28 de julho de 2021 | 11:45   | Final        |

## Medalhistas
| Ouro   | JPN Yui Ohashi      |
| Prata  | USA Alexandra Walsh |
| Bronze | USA Kate Douglass   |

## Recordes
Antes desta competição, os recordes mundiais e olímpicos da prova eram os seguintes:
| Tipo | Atleta         | Tempo   | Local          | Data                |
| ---- | -------------- | ------- | -------------- | ------------------- |
|      | Katinka Hosszú | 2:06.12 | Cazã           | 3 de agosto de 2015 |
|      | Katinka Hosszú | 2:06.58 | Rio de Janeiro | 9 de agosto de 2016 |

## Resultados

### Preliminares
As nadadoras com as 16 primeiras colocações, independente da bateria, avançam as semifinais.
| Pos. | Bateria | Raia | Nadadora               | CON                 | Tempo   | Notas |
| ---- | ------- | ---- | ---------------------- | ------------------- | ------- | ----- |
| 1    | 2       | 5    | Kate Douglass          | USA Estados Unidos  | 2:09.16 | Q     |
| 2    | 4       | 4    | Katinka Hosszú         | HUN Hungria         | 2:09.70 | Q     |
| 3    | 3       | 5    | Abbie Wood             | GBR Grã-Bretanha    | 2:09.94 | Q     |
| 3    | 4       | 5    | Alexandra Walsh        | USA Estados Unidos  | 2:09.94 | Q     |
| 5    | 3       | 2    | Maria Ugolkova         | SUI Suíça           | 2:10.04 | Q,    |
| 6    | 3       | 4    | Sydney Pickrem         | CAN Canadá          | 2:10.13 | Q     |
| 7    | 3       | 6    | Anastasia Gorbenko     | ISR Israel          | 2:10.21 | Q     |
| 8    | 2       | 3    | Yu Yiting              | CHN China           | 2:10.22 | Q     |
| 9    | 3       | 3    | Alicia Wilson          | GBR Grã-Bretanha    | 2:10.39 | Q     |
| 10   | 2       | 4    | Yui Ohashi             | JPN Japão           | 2:10.77 | Q     |
| 11   | 4       | 7    | Cyrielle Duhamel       | FRA França          | 2:11.11 | Q     |
| 12   | 4       | 3    | Miho Teramura          | JPN Japão           | 2:11.22 | Q     |
| 13   | 2       | 2    | Ilaria Cusinato        | ITA Itália          | 2:11.41 | Q     |
| 14   | 4       | 2    | Sara Franceschi        | ITA Itália          | 2:11.47 | Q     |
| 15   | 4       | 6    | Kim Seo-yeong          | KOR Coreia do Sul   | 2:11.54 | Q     |
| 16   | 4       | 8    | Kristýna Horská        | CZE República Checa | 2:12.21 | Q     |
| 17   | 2       | 7    | Dalma Sebestyén        | HUN Hungria         | 2:12.42 |       |
| 18   | 2       | 6    | Bailey Andison         | CAN Canadá          | 2:12.52 |       |
| 19   | 4       | 1    | Ellen Walshe           | IRL Irlanda         | 2:13.34 |       |
| 20   | 3       | 8    | África Zamorano        | ESP Espanha         | 2:13.81 |       |
| 21   | 3       | 7    | Fantine Lesaffre       | FRA França          | 2:14.20 |       |
| 22   | 3       | 1    | Viktoriya Zeynep Güneş | TUR Turquia         | 2:14.41 |       |
| 23   | 2       | 8    | Rebecca Meder          | RSA África do Sul   | 2:14.79 |       |
| 24   | 1       | 5    | McKenna DeBever        | PER Peru            | 2:15.86 |       |
| 25   | 2       | 1    | Diana Petkova          | BUL Bulgária        | 2:16.70 |       |
| 26   | 1       | 4    | Anja Crevar            | SRB Sérvia          | 2:17.62 |       |
| 27   | 1       | 3    | Nicole Frank           | URU Uruguai         | 2:18.93 |       |

### Semifinais
As nadadoras com as 8 primeiras colocações, independente da bateria, avançam a final.
| Pos. | Bateria | Raia | Nadadora           | CON                 | Tempo   | Notas |
| ---- | ------- | ---- | ------------------ | ------------------- | ------- | ----- |
| 1    | 2       | 4    | Kate Douglass      | USA Estados Unidos  | 2:09.21 | Q     |
| 2    | 2       | 5    | Abbie Wood         | GBR Grã-Bretanha    | 2:09.56 | Q     |
| 3    | 1       | 5    | Alexandra Walsh    | USA Estados Unidos  | 2:09.57 | Q     |
| 4    | 1       | 6    | Yu Yiting          | CHN China           | 2:09.72 | Q     |
| 5    | 1       | 2    | Yui Ohashi         | JPN Japão           | 2:09.79 | Q     |
| 6    | 1       | 3    | Sydney Pickrem     | CAN Canadá          | 2:09.94 | Q     |
| 7    | 1       | 4    | Katinka Hosszú     | HUN Hungria         | 2:10.22 | Q     |
| 8    | 2       | 2    | Alicia Wilson      | GBR Grã-Bretanha    | 2:10.59 | Q     |
| 9    | 2       | 3    | Maria Ugolkova     | SUI Suíça           | 2:10.65 |       |
| 10   | 2       | 6    | Anastasia Gorbenko | ISR Israel          | 2:10.70 |       |
| 11   | 2       | 7    | Cyrielle Duhamel   | FRA França          | 2:10.84 |       |
| 12   | 2       | 8    | Kim Seo-yeong      | KOR Coreia do Sul   | 2:11.38 |       |
| 13   | 1       | 1    | Sara Franceschi    | ITA Itália          | 2:11.71 |       |
| 14   | 2       | 1    | Ilaria Cusinato    | ITA Itália          | 2:12.10 |       |
| 15   | 1       | 7    | Miho Teramura      | JPN Japão           | 2:12.14 |       |
| 16   | 1       | 8    | Kristýna Horská    | CZE República Checa | 2:12.85 |       |

### Final
As três nadadoras mais rápidas na final conquistaram as medalhas.
| Pos. | Raia | Nadadora        | CON                | Tempo   | Notas |
| ---- | ---- | --------------- | ------------------ | ------- | ----- |
| 01 ! | 2    | Yui Ohashi      | JPN Japão          | 2.08.52 |       |
| 02 ! | 3    | Alexandra Walsh | USA Estados Unidos | 2.08.65 |       |
| 03 ! | 4    | Kate Douglass   | USA Estados Unidos | 2.09.04 |       |
| 4    | 5    | Abbie Wood      | GBR Grã-Bretanha   | 2.09.15 |       |
| 5    | 6    | Yu Yiting       | CHN China          | 2.09.57 |       |
| 6    | 7    | Sydney Pickrem  | CAN Canadá         | 2.10.05 |       |
| 7    | 1    | Katinka Hosszú  | HUN Hungria        | 2.12.38 |       |
| 8    | 8    | Alicia Wilson   | GBR Grã-Bretanha   | 2.12.86 |       |

Legenda
| Recorde mundial      | Recorde mundial (World record)               |                       | Recorde africano                      | Recorde africano (African) |                                           | Q | Classificado por posição (Qualified) |
| Recorde olímpico     | Recorde olímpico (Olympic record)            | Recorde da América    | Recorde da América (Americas)         | q                          | Classificado por melhor tempo (Qualified) |   |                                      |
| Melhor marca do ano  | Melhor marca do ano (World leading)          | Recorde asiático      | Recorde asiático (Asian)              | DNS                        | Não largou (Did not start)                |   |                                      |
| Recorde nacional     | Recorde nacional (National record)           | Recorde europeu       | Recorde europeu (European)            | DNF                        | Não terminou (Did not finish)             |   |                                      |
| Recorde pessoal      | Recorde pessoal do atleta (Personal best)    | Recorde da Oceania    | Recorde da Oceania (Oceania)          | DSQ / DQ                   | Desclassificado (Disqualified)            |   |                                      |
| Recorde da temporada | Recorde da temporada do atleta (Season best) | Recorde sul-americano | Recorde sul-americano (South America) | NM                         | Sem marca (No mark)                       |   |                                      |